# الجري عكس الريح
الجري عكس الريح (بالإنجليزية: Running Against the Wind)‏ هو فيلم درامي إثيوبي من إخراج جان فيليب ويل سنة 2019. تم اختياره لتمثيل إثيوبيا لجائزة الأوسكار لأفضل فيلم بلغة أجنبية في حفل توزيع جوائز الأوسكار الـ 92، لكن لم يتم ترشيحه. 

## القصة
يحلم أحد الأخوين بأن يصبح عداءًا أولمبيًا بينما يطمح الآخر في أن يصبح مصورًا. يذهبان في طرق منفصلة، لكن مساراتهم تتقاطع مرة أخرى عندما يكبران.

## الممثلون
- ميكياس وولد في دور سليمان
- أشينافي نيغوسو بدور عبدي
- جوزيف ريتا بيلاي بدور كيفلوم
- سمراويت ديسالين بدور جينيه
- جينين أليمو بدور مدرب

## روابط خارجية
- الجري عكس الريح على موقع IMDb (الإنجليزية)
- الجري عكس الريح على موقع فيلمافينيتي (الإسبانية)
- الجري عكس الريح على موقع قاعدة بيانات الفيلم (الإنجليزية)
- الجري عكس الريح على موقع ليتربوكسد (الإنجليزية)
- الجري عكس الريح على موقع كينوبويسك (الروسية)